# Serrat de Mussarra
El Serrat de Mussarra és un serrat del terme municipal de Monistrol de Calders, al Moianès i de Talamanca, al Bages.
Forma, a la seva part superior, un altiplà que a l'alta edat mitjana acollia una antiga parròquia medieval (Sant Pere de Mussarra), l'església de la qual, modernament rehabilitada, és al costat mateix de la casa de Mussarra, que constituïa el nucli principal de la parròquia. Aquesta parròquia acollia una desena de masos, dels quals actualment només roman dempeus, a part de Mussarra, el del Bosc. També hi havia hagut el mas Alzina Martina, el mas Pla, el mas Pujol, el mas de la Llandriga, almenys (de tots se'n conserven algunes restes).
Aquest serrat i altiplà estan situats al nord de la Serra del Riquer i al sud de la de les Abrines, a la dreta de la riera de Talamanca i a l'esquerra del torrent de la Cucalera, del de l'Om i del riu Calders. Constitueix tot el sector sud-oest del terme municipal de Monistrol de Calders. Té el seu punt culminant, 687,8 m. alt., al sud-est de la masia de Mussarra, a llevant de Bonesfonts. El seu extrem septentrional és el Serrat del Llogari, a 624,1 m. alt., situat al nord-est de la masia del Bosc.